# Theodore Millon
Theodore Millon, né à New York le 18 août 1928, et mort à Greenville Township, New York, le 29 janvier 2014, est un psychologue et universitaire américain connu pour son travail sur les troubles de la personnalité. Il est l'auteur du Millon Clinical Multiaxial Inventory (en) (MCMI-III). 

## Biographie
Millon est né en 1928 à Manhattan, il est fils unique de parents immigrants lituaniens et polonais de nationalité russe. 
Il fait ses études secondaires au lycée de Lafayette et obtient son diplôme in 1945. Il s'inscrit au City College of New York où il obtient une licence en psychologie, physique et philosophie. Il obtient un doctorat à l’université du Connecticut en 1953.

## Millon Clinical Multiaxial Inventory (MCMI-III)
Millon a divisé des types de troubles de la personnalité en dix groupes recensés pour le DSM III, puis il crée sa propre classification, la Millon Clinical Multiaxial Inventory (MCMI-III) : il  Retiring/Schizoid, Shy/Avoidant, Pessimistic/Melancholic, Cooperative/Dependent, Exuberant/Hypomanic, Sociable/Histrionic, Confident/Narcissistic, Nonconforming/Antisocial, Assertive/Sadistic, Conscientious/Compulsive, Skeptical/Negativistic, Aggrieved/Masochistic, Eccentric/Schizotypal, Capricious/Borderline, Suspicious/Paranoid. Son test est publié en 2004.

## Ouvrages
- avec Roger D. Davis, Disorders of Personality: DSM IV and Beyond, New York: John Wiley and Sons, rééd. 1996  (ISBN 0-471-01186-X)
- Personality Disorders in Modern Life, New York: John Wiley and Sons, 2000  (ISBN 0-471-23734-5)
- Masters of the Mind, Hoboken: John Wiley and Sons, 2004
- avec Seth Grossman, A Personalized Psychotherapy Approach, Hoboken: John Wiley and Sons, 2007, 3 vol. : 
  - Moderating Severe Personality Disorders
  - Resolving Difficult Clinical Syndromes
  - Overcoming Resistant Personality Disorders
- (dir.) avec Paul H. Blaney, Oxford Textbook of Psychopathology. New York: Oxford University Press, rééd. 2008.
- (dir.) avec Robert Krueger & Erik Simonsen, Contemporary Directions in Psychopathology: Toward the DSM-V and ICD-11, New York: Guilford Press, 2008
- The Millon inventories: a practitioner's guide to personalized clinical assessment, Guilford Press, 2008  (ISBN 978-1-59385-674-8)

## Distinctions
- 2008 : Gold Medal Award for Life Achievement in the Application of Psychology, Association américaine de psychologie[7]